# Purumitra
Purumitra là một chi nhện trong họ Uloboridae.